# Bahnstrecke Bad Aibling–Feilnbach
| Stand 1970 |                                  |                                      |                                      |
| Streckennummer: | 5701                             |                                      |                                      |
| Kursbuchstrecke (DB): | 958                              |                                      |                                      |
| Kursbuchstrecke: | 429h (1946)                      |                                      |                                      |
| Streckenlänge: | 12,1 km                          |                                      |                                      |
| Spurweite: | 1435 mm (Normalspur)             |                                      |                                      |
| Stromsystem: | 550 V =, ab 1959 15 kV 16,7 Hz ~ |                                      |                                      |
| Maximale Neigung: | 16,8 ‰                           |                                      |                                      |
| Minimaler Radius: | 300 m                            |                                      |                                      |
| |                                  |                                      |                                      |
| \| \| 0,0 \| Bad Aibling Lokalbahnhof \| Bad Aibling Lokalbahnhof \| \| \| \| Verbindungsgleis von Bf. Bad Aibling \| \| \| \| 1,8 \| Mangfall (52 m) \| Mangfall (52 m) \| \| \| 1,9 \| Willing (ehem. Bahnhof) \| Willing (ehem. Bahnhof) \| \| \| 3,1 \| Berbling \| Berbling \| \| \| 5,7 \| Dettendorf \| Dettendorf \| \| \| 8,5 \| Au bei Bad Aibling \| Au bei Bad Aibling \| \| \| \| Torfbahn \| \| \| \| 10,6 \| Lippertskirchen \| Lippertskirchen \| \| \| 12,1 \| Feilnbach \| Feilnbach \| \| \| \| \| \| \| Quellen: [1] \| \| \| \| |                                  |                                      |                                      |
| Kopfbahnhof Streckenanfang (Strecke außer Betrieb) | 0,0                              | Bad Aibling Lokalbahnhof             | Bad Aibling Lokalbahnhof             |
| Abzweig geradeaus und von rechts (Strecke außer Betrieb) |                                  | Verbindungsgleis von Bf. Bad Aibling | Verbindungsgleis von Bf. Bad Aibling |
| Brücke über Wasserlauf (Strecke außer Betrieb) | 1,8                              | Mangfall (52 m)                      | Mangfall (52 m)                      |
| Haltepunkt / Haltestelle (Strecke außer Betrieb) | 1,9                              | Willing (ehem. Bahnhof)              | Willing (ehem. Bahnhof)              |
| Haltepunkt / Haltestelle (Strecke außer Betrieb) | 3,1                              | Berbling                             | Berbling                             |
| Bahnhof (Strecke außer Betrieb) | 5,7                              | Dettendorf                           | Dettendorf                           |
| Bahnhof (Strecke außer Betrieb) | 8,5                              | Au bei Bad Aibling                   | Au bei Bad Aibling                   |
| Abzweig geradeaus und nach links (Strecke außer Betrieb) |                                  | Torfbahn                             | Torfbahn                             |
| Haltepunkt / Haltestelle (Strecke außer Betrieb) | 10,6                             | Lippertskirchen                      | Lippertskirchen                      |
| Kopfbahnhof Streckenende (Strecke außer Betrieb) | 12,1                             | Feilnbach                            | Feilnbach                            |
| |                                  |                                      |                                      |
| Quellen: |                                  |                                      |                                      |

Die Bahnstrecke Bad Aibling–Feilnbach, auch Lokalbahn Bad Aibling–Feilnbach, war eine elektrifizierte Nebenbahn in Bayern. Sie zweigte in Bad Aibling von der Bahnstrecke Holzkirchen–Rosenheim ab und führte nach Feilnbach (heute: Bad Feilnbach). Nach der Bahnstrecke Türkheim–Bad Wörishofen war sie die zweite elektrisch betriebene Vollbahn Bayerns.

## Geschichte

### Vorgeschichte
In den späten 1860er Jahren entstanden in der Region südwestlich von Rosenheim Bestrebungen, einen Anschluss an das Eisenbahnnetz zu schaffen. Insbesondere die Miesbacher „Aktiengesellschaft für Kohlebergbau“, die in Au bei Bad Aibling ein Kohlebergwerk betrieb, war an der Bahnanbindung interessiert. Nachdem zunächst über eine Verbindung nach Raubling im Inntal nachgedacht worden war, wurde ab Anfang der 1870er Jahre eine Verbindung nach Bad Aibling favorisiert. 1874 beschloss die bayerische Staatsregierung, eine Vizinalbahn von Bad Aibling bis Au zu bauen, wenn die privaten Interessenten ein Drittel der Finanzierung übernähmen. 1876 wurde mit Detailplanungen an der Strecke begonnen, doch musste der Kohlebergwerksbetreiber seine Finanzierungszusage im selben Jahr widerrufen, woraufhin die Arbeiten eingestellt wurden.
Zu Beginn der 1890er Jahre wurden erneut Überlegungen laut, die Region um Au und Feilnbach durch eine Bahnlinie zu erschließen. Als treibende Kraft für den Bau einer Nebenbahn von Bad Aibling über Au nach Feilnbach erwiesen sich dabei zwei Unternehmer aus Bad Aibling und München, die zeitweise gar eine Verlängerung bis auf den Wendelstein erwogen. Zusammen mit dem Münchner Civilingenieur und Elektrizitätswerkbetreiber Erwin Bubeck und der ursprünglich Dresdner „Actiengesellschaft Elektricitätswerke“ erklärten sie sich bereit, die Finanzierung des Bahnbaus zu übernehmen, sofern die Gemeinden die benötigten Grundstücke erwürben und zur Verfügung stellten. Die an der projektierten Strecke gelegenen Gemeinden stimmten diesem Vorschlag 1893 und 1894 zu, so dass 1895 die Konzession für den Bahnbau und -betrieb beantragt werden konnte. Prinzregent Luitpold erteilte diese am 26. Juli 1895.

### Bau, Anfangsjahre und Eigentümerwechsel

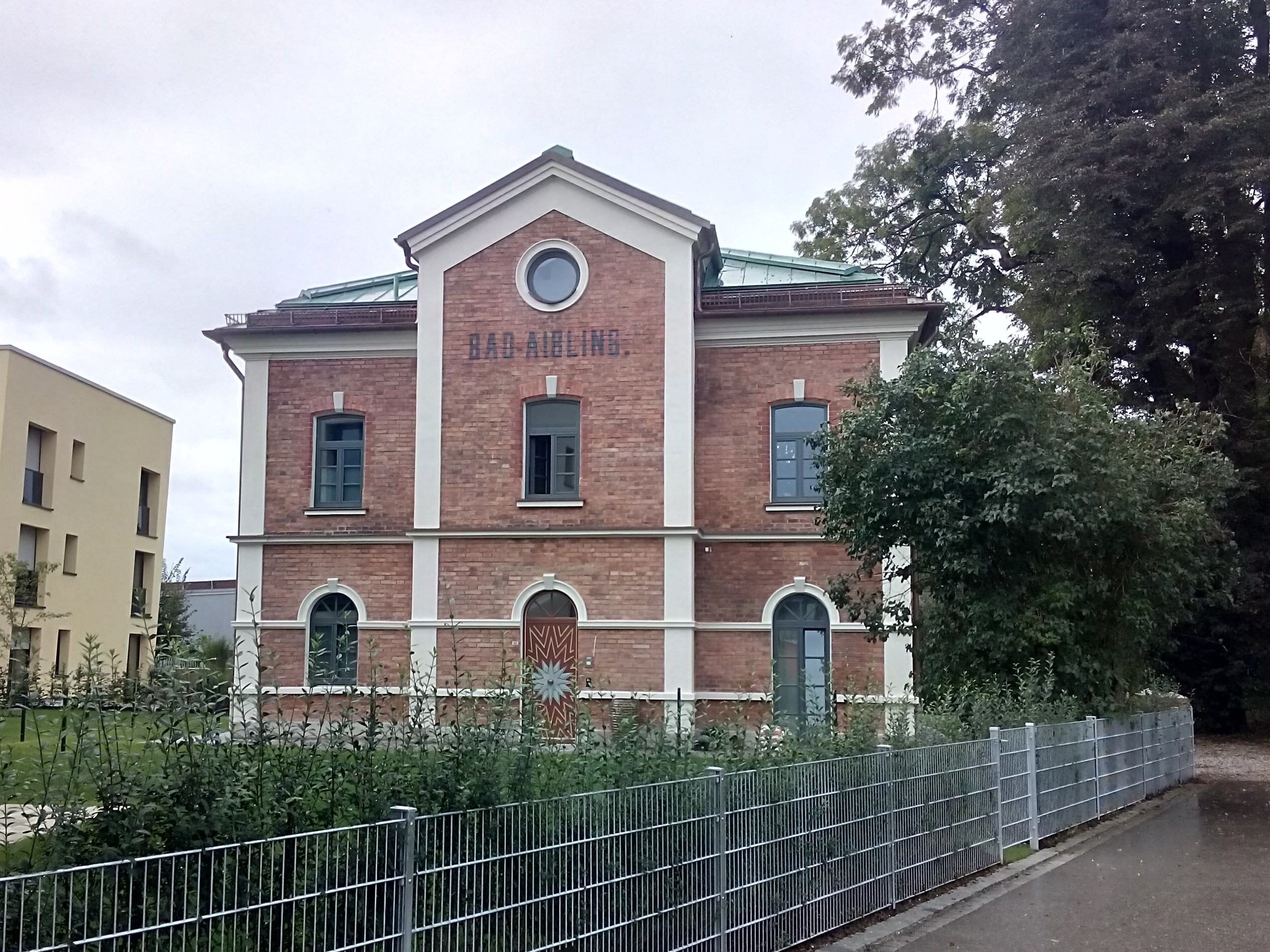
Der sogenannte „Feilnbacher Bahnhof“ in Bad Aibling im Jahr 2016

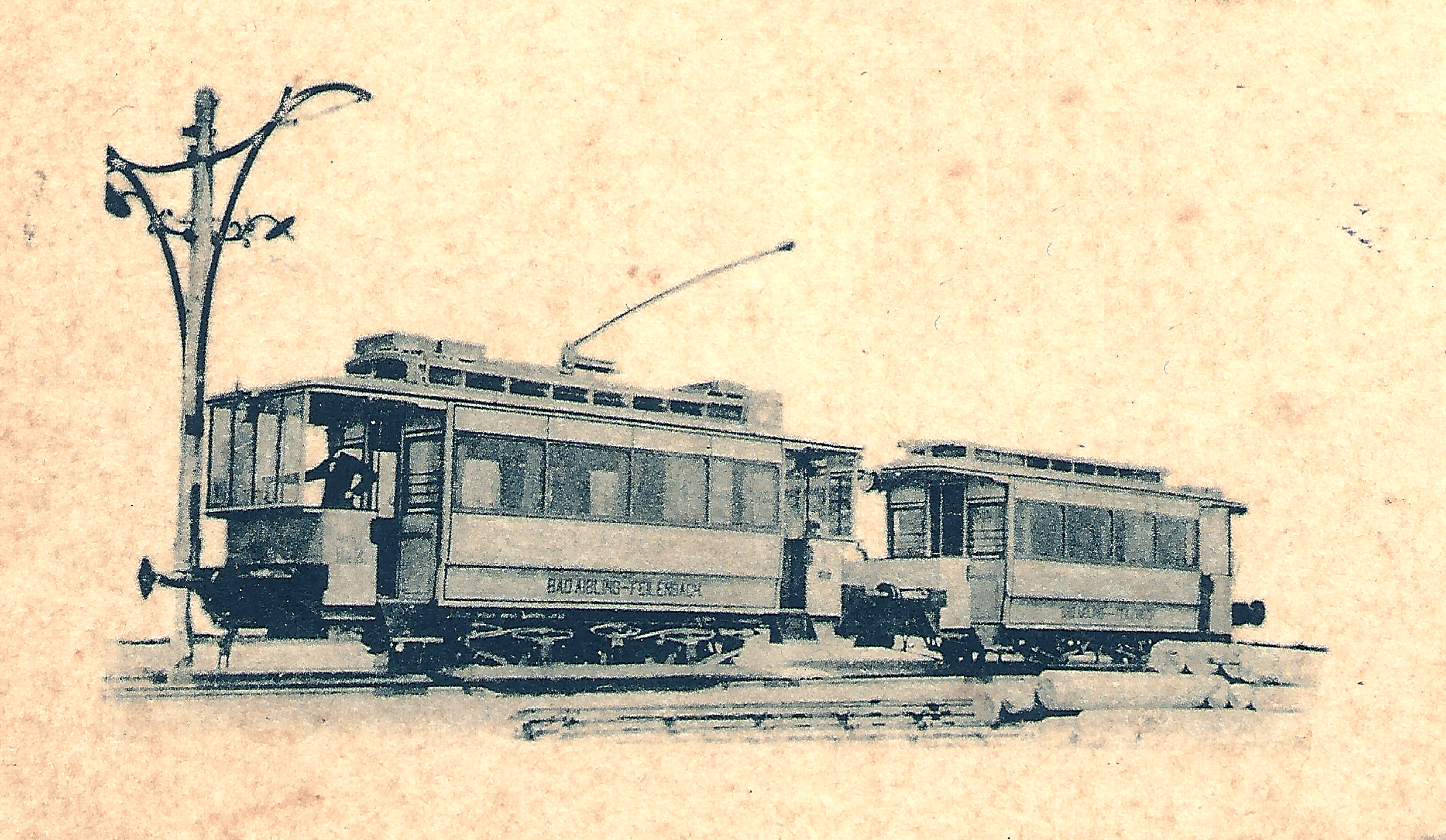
Lokalbahnzug aus Trieb- und Beiwagen, um 1897

Als Betreibergesellschaft für die künftige 12,1 Kilometer lange Nebenbahn von Bad Aibling nach Feilnbach (vor 1900 auch: Feilenbach) trat die „Actiengesellschaft Elektricitätswerke“ auf, als deren Generalvertreter Erwin Bubeck fungierte. Am 27. Mai 1896 erfolgte der erste Spatenstich der Bahnstrecke. Mit Ausnahme der Gebäude und sonstigen Hochbauten übernahm der Betreiber alle Arbeiten selbst.
Von Anfang an sollte der Betrieb auf der Strecke nicht durch die damals übliche Dampftraktion, sondern elektrisch erfolgen. Nahe Bad Aibling entstand hierfür ein Wasserkraftwerk, um die elektrische Energie für den Bahnbetrieb zur Verfügung zu stellen.
Nach der feierlichen Eröffnung am 29. Mai 1897 wurde am folgenden Tag der planmäßige Betrieb mit zunächst acht Personenzugpaaren und zwei fahrplanmäßigen Güterzügen aufgenommen.

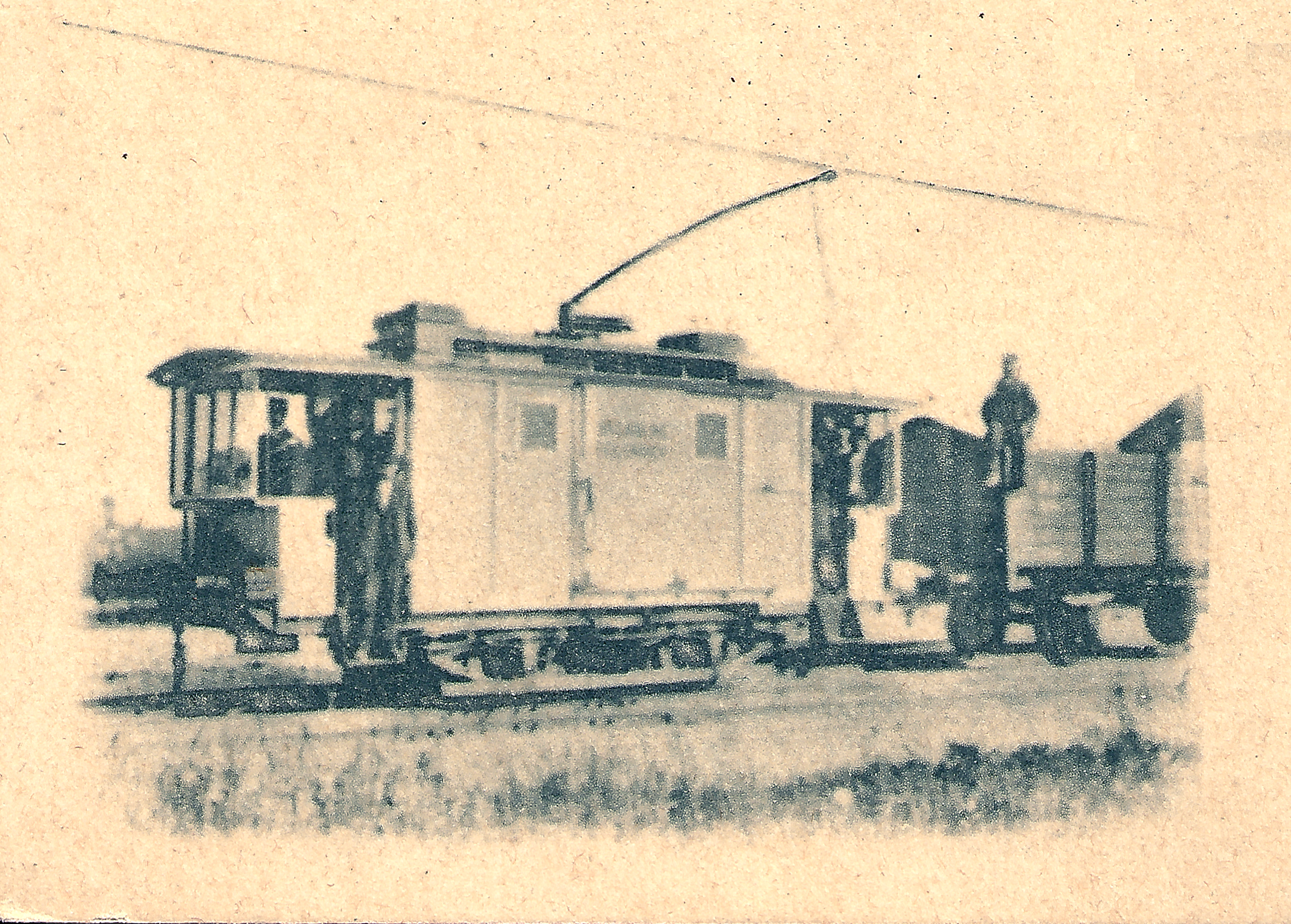
Eine Besonderheit der Lokalbahn waren die elektrischen Gütertriebwagen, hier 1897 mit angehängtem Güterwagen

Die „Actiengesellschaft Elektricitätswerke“, die mittlerweile auch den Bau der Ammergaubahn von Murnau nach Oberammergau aufgenommen hatte, gründete am 3. Februar 1899 die „Süddeutsche Elektrische Lokalbahnen Aktiengesellschaft“ (SEL) mit Sitz in München als Betreibergesellschaft ihrer Bahnen.
Obwohl sich der Betrieb beider SEL-Bahnen gut entwickelte, geriet das Unternehmen in den Jahren 1900 und 1901 bedingt durch den Konkurs der Muttergesellschaft in finanzielle Schwierigkeiten. Am 3. August 1901 meldete die SEL daraufhin Konkurs an. Die Königlich Bayerischen Staats-Eisenbahnen übernahmen den Betrieb beider Strecken im Herbst dieses Jahres kommissarisch, schränkten den Fahrplan aber drastisch ein. Als Käufer beider SEL-Strecken fand sich die Münchner Localbahn Actiengesellschaft (LAG), die am 19. November 1903 den Kaufvertrag unterzeichnete und den Betrieb zum 1. Januar 1904 übernahm. Der Kaufpreis für die Feilnbacher Strecke betrug lediglich 164.000 Mark.

### Lokalbahn Aktien-Gesellschaft

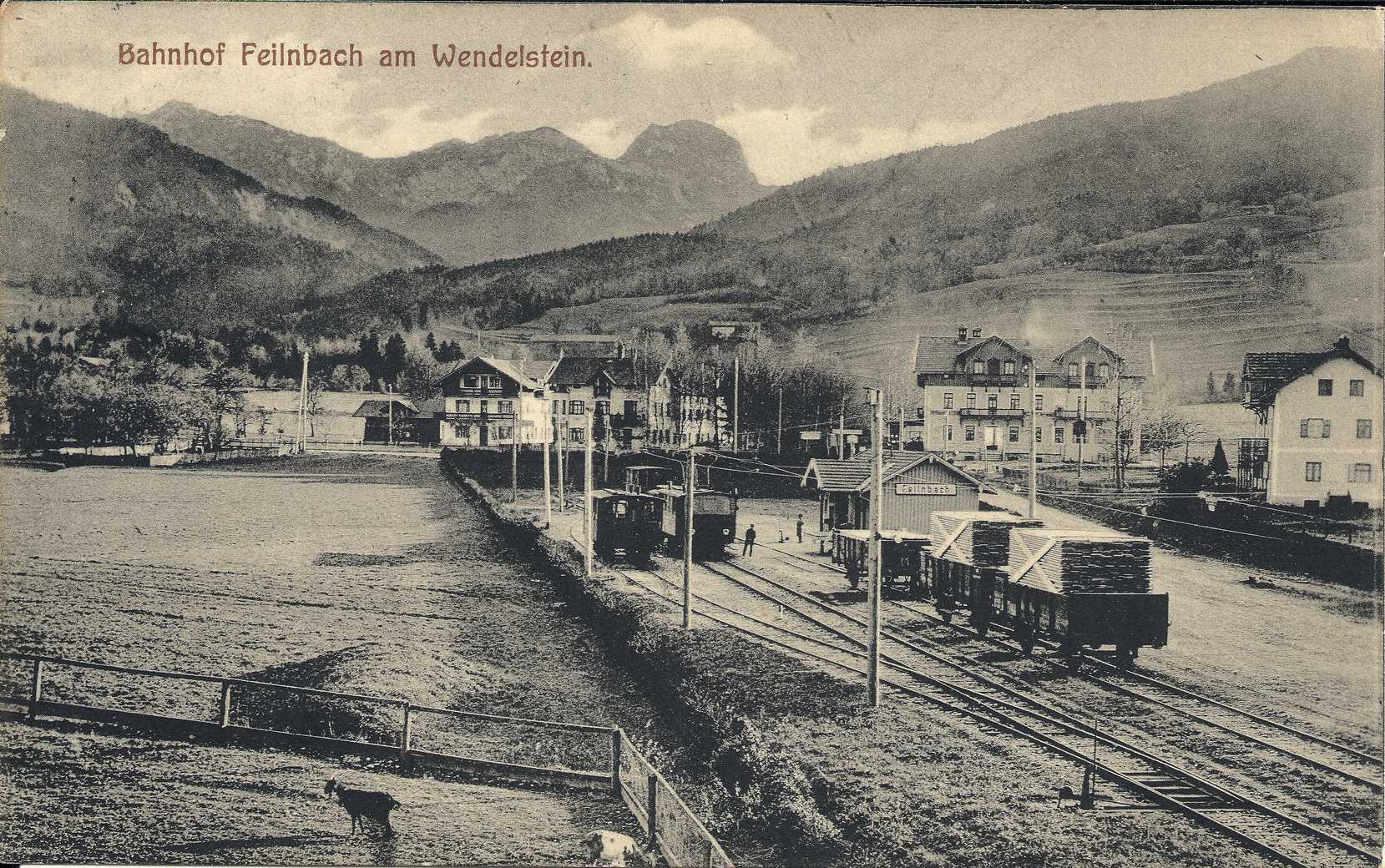
Bahnhof Feilnbach um 1900

Die Lokalbahn Aktien-Gesellschaft (LAG) konnte den Verkehr auf der Bahnstrecke Bad Aibling–Feilnbach durch eine Verdichtung des Fahrplans und eine Senkung der Fahrpreise in den ersten Jahren nach der Übernahme deutlich steigern. Die kleinen, durch die SEL beschafften Triebfahrzeuge wurden schrittweise durch drei aus Waggons umgebaute Triebwagen ersetzt.
Die höchsten Beförderungsleistungen im Personenverkehr erreichte die Bahn im Jahr 1911, als 161.690 Fahrgäste die Züge nutzten. Insbesondere ab den 1920er Jahren gingen die Verkehrsleistungen jedoch schrittweise zurück. Anteil daran hatte auch eine im August 1928 parallel zur Bahn eingerichtete Kraftpost-Verbindung. Der Güterverkehr stieg bis Mitte der 1920er Jahre an und erreichte 1926 mit 38.166 Tonnen seinen Höchststand. Nur während des Baues der heutigen Bundesautobahn 8 im Jahr 1935 wurden noch einmal Höchstleistungen im Güterverkehr vollbracht. In jenem Jahr wurden insgesamt 121.429 Tonnen Güter transportiert.
Zu Beginn der 1930er Jahre hatte die LAG auf den meisten ihrer elf Bahnstrecken, wie auch die mehrheitlich durch die LAG gehaltene Lausitzer Eisenbahn-Gesellschaft, mit einem drastischen Rückgang der Einnahmen zu kämpfen. Ab 1932 verhandelte die LAG mit der Deutschen Reichsbahn (DR) über finanzielle Unterstützung, die 1934 in Form eines Kredits gewährt wurde. In einem in diesem Zusammenhang 1932 durch die Deutsche Reichsbahn verfassten Gutachten fällt die Strecke nach Feilnbach unter die drei LAG-Strecken, für die nach Ansicht der Deutschen Reichsbahn eine „Nachlassung der Betriebspflicht in Betracht“ käme.

### Deutsche Reichsbahn
Zum 1. August 1938 wurde die LAG verstaatlicht und in die Deutsche Reichsbahn integriert. Unter deren Regie wurde der Betrieb auf niedrigem Niveau weitergeführt. Auch nahm sie dringend nötige Erneuerungsarbeiten an den elektrischen Anlagen vor und ersetzte die vorhandenen Fahrzeuge durch Triebwagen der früheren LAG-Strecke Türkheim–Bad Wörishofen.

### Deutsche Bundesbahn
Die Deutsche Bundesbahn (DB) setzte 1956 Fahrzeuge der ebenfalls einst durch die LAG betriebenen Isartalbahn auf die Feilnbacher Strecke um. Im selben Jahr schloss die Deutsche Bundesbahn das Kraftwerk in Bad Aibling und speiste fortan gleichgerichteten Bahnstrom aus dem eigenen Wechselspannungs-Netz in die Oberleitung ein. Im Jahre 1950 wurde im Bahnhof Bad Aibling eine neue Gleisverbindung in Betrieb genommen, so dass die Feilnbacher Züge nun in den Bahnhof Bad Aibling direkt einfahren konnten. Die Fahrgäste waren fortan nicht mehr gezwungen, über einen eisernen Steg zum Aiblinger Lokalbahnhof zu gehen. 1959 wurde der Betrieb mit Gleichstrom schließlich eingestellt und auf Einphasenwechselstrom (15 Kilovolt 16 2/3 Hertz) umgestellt. Triebwagen der Baureihen ET 90 und ET 85 übernahmen den Personenverkehr, Diesellokomotiven den Güterverkehr.
Ein stetig zurückgehendes Fahrgast- und Güterverkehrsaufkommen führte jedoch dazu, dass die Deutsche Bundesbahn den Eisenbahnbetrieb Anfang der 1970er Jahre aufgab. Zunächst wurde am 28. Mai 1972 der elektrische Betrieb beendet. Dieseltriebwagen der Baureihe 798 übernahmen den Reiseverkehr. Am 29. September 1973 wurde schließlich der Reiseverkehr eingestellt, der Güterverkehr wenig später.
Die Gleise wurden abgebaut, auf weiten Teilen der Bahntrasse verläuft heute ein Radweg.

## Fahrzeugeinsatz
Zur Eröffnung der Bahnstrecke wurden fünf Personentriebwagen, zwei Gütertriebwagen, drei Personenwagen, zwei Post- und Gepäckwagen und ein Stückgutwagen angeschafft. Diese Fahrzeuge basierten technisch auf zeitgenössischen Straßenbahnfahrzeugen, waren jedoch mit herkömmlichen Zug- und Stoßvorrichtungen ausgestattet, um auch Güterwagen beistellen zu können.
Die Personentriebwagen und die Personenwagen hatten je zwanzig Sitzplätze. Die Gütertriebwagen waren in der Lage, drei vollbeladene Güterwagen zu befördern.
Mit Übernahme der Strecke durch die LAG wurde nur ein Personentriebwagen (LAG-Nr. 647), die beiden Gütertriebwagen (LAG-Nr. 645 und 646), zwei Personenwagen und ein Postwagen umnummeriert. Die restlichen Fahrzeuge wurden ausgemustert. Der verbleibende Personentriebwagen wurde 1911 verkauft und die beiden Gütertriebwagen 1922 ausgemustert.
Die LAG ließ 1904 als Ersatz für die ausgemusterten Personentriebwagen von MAN zwei dreiachsige Personenwagen in elektrische Triebwagen umbauen und als LAG Nr. 181 und 182 bezeichnen. 1922 wurde als Ersatz für die beiden ausgemusterten Gütertriebwagen ein gedeckter Güterwagen von MAN in einen Gütertriebwagen mit der Nr. 891 umgebaut.

## Wasserkraftwerk
Für den elektrischen Betrieb der Bahnstrecke wurde circa einen Kilometer vom Bahnhof Bad Aibling entfernt am Triftbach ein Wasserkraftwerk errichtet. Der Triftbach ist ein künstlicher Seitenkanal der Mangfall. Im Wasserkraftwerk trieb eine Francis-Turbine mit einer Leistung von 150 PS zwei je 78 Kilowatt starke Generatoren an. Zusätzlich wurde eine stationäre Dampfmaschine mit einer Leistung von 115 PS installiert, die im Störungsfall oder bei Wartungsarbeiten anstelle der Wasserturbine den Antrieb der beiden vorhandenen Generatoren übernehmen sollte. Die Generatoren erzeugten eine Gleichspannung von 550 V, die direkt in die Oberleitung eingespeist wurde. Um Belastungsspitzen auszugleichen, wurde im Bahnhof Au eine Pufferbatterie installiert.
Anfang der 1950er Jahre wurde das Wasserkraftwerk modernisiert und mit einem 300-Kilowatt-Generator ausgerüstet.
Das Gebäude des Wasserkraftwerks (47° 51′ 44,2″ N, 11° 59′ 28,9″ O) ist noch erhalten und beherbergt heute eine Autowerkstätte.

## Trivia
1956 wurde in Au der Film „Der Sündenbock von Spatzenhausen“ mit Hans Moser im alten Bahnhof gedreht, der sich in der Kohlbachstraße befand.